# German Open (Badminton)/Mixed
Folgend die Sieger und Finalisten der German Open im Badminton im Mixed.
| Jahr      | Sieger                                            | Finalist                                          | Ergebnis            |
| --------- | ------------------------------------------------- | ------------------------------------------------- | ------------------- |
| 1955      | David Choong Annelise Hansen                      | Eddy Choong Hanne Jensen                          | 15–3, 15–9          |
| 1956      | Jørgen Hammergaard Hansen Anni Hammergaard Hansen | Jørn Skaarup Hanne Jensen                         | 15-8, 15-13         |
| 1957      | Erland Kops Agnete Friis                          | Eddy Choong Barbara Carpenter                     | 15–6, 15–10         |
| 1958      | Bo Nilsson Amy Pettersson                         | Knut Malmgren Ann-Marie Prahl                     |                     |
| 1959      | Poul-Erik Nielsen Agnete Friis                    | Arne Rasmussen Aase Schiøtt Jacobsen              | 6–15, 15–13, 15–13  |
| 1960      | Bjørn Holst-Christensen Inger Kjærgaard           | Hugh Findlay Annette Schmidt                      | 9-15, 15-11, 15-9   |
| 1961      | Yeoh Kean Hua Judy Devlin                         | Oon Chong Teik Sonia Cox                          | 15-11, 15-12        |
| 1962      | Finn Kobberø Hanne Andersen                       | Jørgen Hammergaard Hansen Anni Hammergaard Hansen | 15-4, 15-10         |
| 1963      | Poul-Erik Nielsen Kirsten Thorndahl               | Ferry Sonneville Yvonne Theresia Sonneville       | 15-4, 17-14         |
| 1964      | Finn Kobberø Bente Sørensen                       | Knud Aage Nielsen Kirsten Thorndahl               | 15-9, 15-10         |
| 1965      | Richard Purser Gerda Schumacher                   | William Kerr Lore Hawig                           | 18-14, 18-14        |
| 1966      | Morten Pommergaard Ulla Strand                    | Wolfgang Bochow Irmgard Latz                      | 15-6, 15-8          |
| 1967      | Per Walsøe Ulla Strand                            | Tony Jordan Angela Bairstow                       | 15-8, 15-8          |
| 1968      | Tony Jordan Susan Whetnall                        | Per Walsøe Pernille Mølgaard Hansen               | 15-10, 18-17        |
| 1969      | Tony Jordan Susan Whetnall                        | Per Walsøe Pernille Mølgaard Hansen               | 15-11, 13-15, 15-10 |
| 1970      | nicht ausgetragen                                 | nicht ausgetragen                                 | nicht ausgetragen   |
| 1971      | Derek Talbot Gillian Gilks                        | Wolfgang Bochow Kay Nesbit                        | 15-8, 15-10         |
| 1972      | Wolfgang Bochow Marieluise Zizmann                | Steen Skovgaard Pernille Kaagaard                 | 15-6, 15-4          |
| 1973      | Gert Perneklo Eva Twedberg                        | Wolfgang Bochow Marieluise Zizmann                | 15-13, 15-2         |
| 1974      | Roland Maywald Brigitte Steden                    | Wolfgang Bochow Marieluise Zizmann                | 15-11, 15-6         |
| 1975      | Wolfgang Bochow Marieluise Zizmann                | Horst Lösche Barbara Beckett                      | 15–8, 15–7          |
| 1976      | Mike Tredgett Nora Perry                          | Steen Skovgaard Lene Køppen                       | 15–9, 15–10         |
| 1977      | David Eddy Barbara Giles                          | Rob Ridder Marjan Ridder                          | 15-11, 12-15, 15-10 |
| 1978      | Rob Ridder Marjan Ridder                          | Mike Tredgett Nora Perry                          | 15-11, 6-15, 15-10  |
| 1979      | nicht ausgetragen                                 | nicht ausgetragen                                 | nicht ausgetragen   |
| 1980      | Steen Skovgaard Anne Skovgaard                    | Billy Gilliland Christine Heatly                  | 15-6, 15-11         |
| 1981      | Steen Fladberg Pia Nielsen                        | Rob Ridder Marjan Ridder                          | 12-15, 15-10, 15-10 |
| 1982      | Dipak Tailor Gillian Gilks                        | Rob Ridder Marjan Ridder                          | 15–12, 15–7         |
| 1983      | Steen Fladberg Pia Nielsen                        | Dipak Tailor Gillian Clark                        | 11-15, 15-12, 15-11 |
| 1984      | Martin Dew Gillian Gilks                          | Mike Tredgett Karen Chapman                       | 15-5, 12-15, 15-11  |
| 1985      | Martin Dew Gillian Gilks                          | Nigel Tier Gillian Gowers                         | 12-15, 15-4, 15-13  |
| 1986      | Lee Deuk-choon Chung Myung-hee                    | Martin Dew Gillian Gilks                          | 10-15, 18-17, 15-10 |
| 1987      | Martin Dew Gillian Gilks                          | Dipak Tailor Gillian Clark                        | 15-12, 15-7         |
| 1988      | Steen Fladberg Gillian Clark                      | Martin Dew Gillian Gilks                          | 9-15, 18-14, 15-4   |
| 1989      | Jan Paulsen Gillian Gowers                        | Rudy Gunawan Rosiana Tendean                      | 18–16, 15–8         |
| 1990      | Pär-Gunnar Jönsson Maria Bengtsson                | Jan Paulsen Gillian Gowers                        | 15–7, 15–5          |
| 1991      | Thomas Lund Pernille Dupont                       | Jan Paulsen Gillian Gowers                        | 15–12, 17–14        |
| 1992      | Thomas Lund Pernille Dupont                       | Pär-Gunnar Jönsson Maria Bengtsson                | 15–9, 15–12         |
| 1993      | Thomas Lund Erica van den Heuvel                  | Michael Søgaard Gillian Gowers                    | 15–4, 15–12         |
| 1994      | Thomas Lund Marlene Thomsen                       | Jan-Eric Antonsson Astrid Crabo                   | 14–18, 15–7, 15–8   |
| 1995      | Ron Michels Erica van den Heuvel                  | Michael Keck Karen Neumann                        | 15–6, 13–15, 15–11  |
| 1996      | Tri Kusharyanto Minarti Timur                     | Jens Eriksen Anne Mette van Dijk                  | 15–1, 15–6          |
| 1997      | Jens Eriksen Marlene Thomsen                      | Michael Søgaard Rikke Olsen                       | 15–11, 12–15, 15–6  |
| 1998      | nicht ausgetragen                                 | nicht ausgetragen                                 | nicht ausgetragen   |
| 1999      | Lars Paaske Jane F. Bramsen                       | Janek Roos Marlene Thomsen                        | 15–10, 15–11        |
| 2000      | Jonas Rasmussen Jane F. Bramsen                   | Ian Sullivan Gail Emms                            | 15–3, 7–15, 15–4    |
| 2001      | Michael Søgaard Rikke Olsen                       | Michael Lamp Ann-Lou Jørgensen                    | 7–1, 7–4, 7–1       |
| 2002      | Jonas Rasmussen Rikke Olsen                       | Anggun Nugroho Eny Widiowati                      | 11–0, 11–6          |
| 2003      | Kim Dong-moon Ra Kyung-min                        | Zhang Jun Gao Ling                                | 15–12, 11–15, 15–8  |
| 2004      | Carsten Mogensen Rikke Olsen                      | Chen Qiqiu Zhao Tingting                          | 12–15, 15–8, 15–9   |
| 2005      | Lee Jae-jin Lee Hyo-jung                          | Nathan Robertson Gail Emms                        | 15–12, 17–14        |
| 2006      | Zhang Jun Gao Ling                                | Xie Zhongbo Zhang Yawen                           | 15–11, 15–12        |
| 2007      | Zheng Bo Gao Ling                                 | Xu Chen Zhao Tingting                             | 21–11, 21–10        |
| 2008      | Lee Yong-dae Lee Hyo-jung                         | He Hanbin Yu Yang                                 | 9–21, 27–25, 21–18  |
| 2009      | Xu Chen Zhao Yunlei                               | Zheng Bo Ma Jin                                   | 21–18, 23–21        |
| 2010      | Yohan Hadikusumo Wiratama Tse Ying Suet           | Robert Blair Imogen Bankier                       | 15-5 (Aufgabe)      |
| 2011      | Robert Blair Gabrielle Adcock                     | Shintaro Ikeda Reiko Shiota                       | 16–21, 21–16, 21–15 |
| 2012      | Thomas Laybourn Kamilla Rytter Juhl               | Lee Yong-dae Ha Jung-eun                          | 21–9, 21–16         |
| 2013      | Shin Baek-cheol Chang Ye-na                       | Anders Kristiansen Julie Houmann                  | 21–19, 19–21, 24–22 |
| 2014      | Robert Blair Imogen Bankier                       | Ko Sung-hyun Kim Ha-na                            | 21–15, 21–18        |
| 2015      | Mads Pieler Kolding Kamilla Rytter Juhl           | Joachim Fischer Nielsen Christinna Pedersen       | 21–18, 21–17        |
| 2016      | Ko Sung-hyun Kim Ha-na                            | Shin Baek-cheol Chae Yoo-jung                     | 21–19, 21–12        |
| 2017      | Lu Kai Huang Yaqiong                              | Zhang Nan Li Yinhui                               | 22–20, 21–11        |
| 2018      | Goh Soon Huat Shevon Jemie Lai                    | Niclas Nøhr Sara Thygesen                         | 21–14, 22–20        |
| 2019      | Seo Seung-jae Chae Yoo-jung                       | Hafiz Faizal Gloria Emanuelle Widjaja             | 21–17, 21–11        |
| 2020 2021 | nicht ausgetragen                                 | nicht ausgetragen                                 | nicht ausgetragen   |
| 2022      | Dechapol Puavaranukroh Sapsiree Taerattanachai    | Ou Xuanyi Huang Yaqiong                           | 21–11, 21–9         |
| 2023      | Feng Yanzhe Huang Dongping                        | Kim Won-ho Jeong Na-eun                           | 21–4, 21–15         |
| 2024      | Tang Chun Man Tse Ying Suet                       | Kim Won-ho Jeong Na-eun                           | 21–13, 21–19        |